# King Moe
King-Letufia Uluona Moe, kurz King Moe (* 21. Januar 2002), ist ein amerikanisch-samoanischer Fußballspieler auf der Position eines Stürmers, der im Jahr 2019 zumindest in einem Länderspiel der amerikanisch-samoanischen Fußballnationalmannschaft zum Einsatz gekommen ist.

## Karriere
King Moe wurde am 21. Januar 2002 geboren und war als 17-jähriger Schüler der Samoana High School Teil des 21-köpfigen amerikanisch-samoanischen Spieleraufgebots, das im Juli 2019 am Fußballturnier der Pazifikspiele 2019 teilnahm. Dabei wurde er am 18. Juli 2019 im letzten Gruppenspiel gegen Tahiti, das in einer deutlichen 1:8-Niederlage endete, vom Nationaltrainer Tunoa Lui in der 87. Spielminute für Walter Pati eingewechselt. Amerikanisch-Samoa beendete das Turnier mit einem Torverhältnis von 2:36 und einem einzigen Remis aus fünf Spielen auf dem vorletzten Platz der Gruppe B; nur Tuvalu hatte ein noch schlechteres Torverhältnis. Davor hatte King Moe in keiner anderen amerikanisch-samoanischen Fußballnationalauswahl gespielt; die A-Nationalmannschaft war, wie auch bei seinem Teamkollegen Junior Teoni, die erste Möglichkeit seine Heimat zu repräsentieren.